# Martin McCloskey
Martin McCloskey (Derry, 22 september 1964) is een Iers darter. Zijn bijnaam luidde The Fox.
McCloskey haalde in 1999 de halve finale van de WDF World Cup Singles. Hij versloeg in de eerste ronde Martin Adams uit Engeland. Ook won hij van Ritchie Davies uit Wales en in de kwartfinale van Chris Van den Bergh uit België met 4-0. In de halve finale verloor hij van de latere winnaar Raymond van Barneveld uit Nederland. In 2008 won McCloskey de Ierland Open door in de finale zijn landgenoot Damien O'Driscoll te verslaan.
In 2010 haalde McCloskey de halve finale van de Winmau World Masters. Hij verloor van de latere winnaar Martin Adams uit Engeland met 3-6. Ook speelde hij dat jaar zijn eerste World Professional Darts Championship nadat hij de kwalificatie rondes had gewonnen. In de eerste ronde won hij van Steve West uit Engeland met 3-2. In de tweede ronde verloor hij van Garry Thompson uit Engeland met 1-4. In 2011 kwam hij niet door de kwalificatie rondes heen.
McCloskey is ook de Captain of Ireland bij de landenwedstrijden.

## Resultaten op Wereldkampioenschappen

### BDO
- 2010: Laatste 16 (verloren van Garry Thompson met 1-4)

### WDF
- 1999: Halve finale (verloren van Raymond van Barneveld met 3-4)
- 2005: Laatste 64 (verloren van  Ray Carver met 3-4)
- 2009: Kwartfinale (verloren van Tony O'Shea met 1-5)
- 2011: Laatste 128 (verloren van Sami Sanssi met 1-4)